# Irán en los Juegos Mundiales de Breslavia 2017
Irán fue uno de los 102 países que participaron en los Juegos Mundiales de 2017 celebrados en Breslavia, Polonia.
La delegación iraní estuvo compuesta por 19 deportistas, 16 hombres y 3 mujeres, que compitieron en 7 deportes.
Irán ganó un total de 12 medallas, con lo cual fueron una de las delegaciones más exitosas de esta edición de los Juegos Mundiales. Irán ganó 11 medallas en deportes oficiales, y una más en deportes de exhibición. Se colocaron en la posición 24 del medallero oficial, y en la 22 del de deportes de exhibición.
| Oro | Plata | Bronce |
| --- | ----- | ------ |
| 2   | 8     | 1      |

## Delegación

### Billar
| Deportista    | Prueba        | Octavos de final  | Octavos de final | Cuartos de final       | Cuartos de final | Semifinal      | Semifinal | Final / Tercer puesto | Final / Tercer puesto | Posición          |
| Deportista    | Prueba        | Oponente          | Resultado        | Oponente               | Resultado        | Oponente       | Resultado | Oponente              | Resultado             | Posición          |
| ------------- | ------------- | ----------------- | ---------------- | ---------------------- | ---------------- | -------------- | --------- | --------------------- | --------------------- | ----------------- |
| Masculino     |               |                   |                  |                        |                  |                |           |                       |                       |                   |
| Soheil Vahedi | Snooker Mixto | # Peter Francisco | 3:1              | # Alexander Usenbacher | 3:1              | # Kyren Wilson | 0:3       | # Xu Si               | 3:2                   | Medalla de bronce |

### Escalada
| Varonil      |           |      |   |      |   |                    |             |                   |          |                   |          |                |
| Reza Alipour | Velocidad | 5.64 | 2 | 5.75 | 2 | # Aleksandr Shikov | 5.77 - 7.37 | # Marcin Dzienski | 5.69 - x | # Danyil Boldyrev | 5.57 - x | Medalla de oro |

### Ju-Jitsu
| Atleta               | Categoría     | Fase de grupos     | Fase de grupos | Fase de grupos    | Fase de grupos | Semifinal              | Semifinal | Final / Tercer puesto | Final / Tercer puesto | Posición         |
| Atleta               | Categoría     | Oponente           | Resultado      | Oponente          | Resultado      | Oponente               | Resultado | Oponente              | Resultado             | Posición         |
| -------------------- | ------------- | ------------------ | -------------- | ----------------- | -------------- | ---------------------- | --------- | --------------------- | --------------------- | ---------------- |
| Masculino            |               |                    |                |                   |                |                        |           |                       |                       |                  |
| Mohsen Hamid Aghchay | Combate 94 kg | # Tim Weidenbecher | 13:12          | # Tomasz Szewczak | 8:15           | # Mathias Brix Willard | 9:8       | # Tomasz Szewczak     | 0:14                  | Medalla de plata |
| Mohsen Hamid Aghchay | 94 kg Ne-Waza | # Faisal Alketbi   | 0:4            | # Kristof Szucs   | 0:100          | eliminado              | eliminado | eliminado             | eliminado             | eliminado        |

### Karate
| Femenil            |                 |                        |     |                      |     |                             |     |                        |     |                      |     |                  |
| Hamideh Abbasali   | Kumite + 68 kg. | -                      | -   | # Dominika Tatarova  | 2:1 | # Isabela Rodrigues         | 4:0 | # Anne Laure Florentin | 5:1 | # Ayumi Uekusa       | 0:0 | Medalla de plata |
| Varonil            |                 |                        |     |                      |     |                             |     |                        |     |                      |     |                  |
| Amir Mehdizadeh    | Kumite 60 kg.   | # Douglas Santos Brose | 1:1 | # Sofiane Agoudjil   | 3:1 | # Maciej Waldemar Drazweski | 5:0 | # Matías Gómez García  | 7:0 | # Firdosi Farzaliyev | 2:4 | Medalla de plata |
| Aliasghar Asabari  | Kumite 75 kg.   | # Joji Veremalua       | 7:0 | # Hernanit Verissimo | 3:0 | # Rahman Omar Abdel         | 2:0 | # Thomas Scott         | 9:0 | # Stanislav Horuna   | 2:4 | Medalla de plata |
| Zabiollah Poorshab | Kumite 84 kg.   | # Gogita Arkania       | 3:0 | # Ugur Aktas         | 1:0 | # Kevyn Pognon              | 2:0 | # Kamil Warda          | 7:0 | # Ryutaro Araga      | 2:1 | Medalla de oro   |
| Sajjad Ganjzadeh   | Kumite +84 kg.  | # Hideyoshi Kagawa     | 4:4 | # Rodrigo Rojas      | 4:3 | # Jonathan Horne            | 8:0 | # Achraf Ouchen        | 3:2 | # Hideyoshi Kagawa   | 5:6 | Medalla de plata |

### Kickboxing
| Masculino                           |            |                        |     |                   |           |                  |           |                   |           |           |
| Iraj Moradi                         | K1 63.5 kg | # Aleksandar Konovalov | 0:3 | eliminado         | eliminado | eliminado        | eliminado | eliminado         | eliminado | eliminado |
| Hamid Amni                          | K1 67kg    | # Yurii Peretiatko     | 0:3 | eliminado         | eliminado | eliminado        | eliminado | eliminado         | eliminado | eliminado |
| Seyed Amir Koshkalam Soleimandarabi | K1 75kg    | # Datsi Datsiev        | 0:3 | eliminado         | eliminado | eliminado        | eliminado | eliminado         | eliminado | eliminado |
| Ali Khanjari                        | K1 81kg    | # Arkadiusz Kaszuba    | 0:3 | eliminado         | eliminado | eliminado        | eliminado | eliminado         | eliminado | eliminado |
| Omid Nosrati                        | K1 86kg    | # Adrian Gologan       | 3:0 | # Mesud Selimovic | 0:3       | # Roman Piatnica | 3:0       | Medalla de bronce |           |           |
| Femenil                             |            |                        |     |                   |           |                  |           |                   |           |           |
| Fatemeh Alizadehsharafshadeh        | K1 56kg    | # Seda Duygu Aygun     | 0:3 | eliminada         | eliminada | eliminada        | eliminada | eliminada         | eliminada | eliminada |

### Muay thai
| Varonil       |         |                  |       |                     |           |                      |           |                  |
| Ali Zarinfar  | 63.5 kg | # Van Dai Vo     | 30:27 | # Oskar Siegert     | 30:27     | # Igor Liubchenko    | 27:30     | Medalla de plata |
| Masoud Menaei | 71 kg   | # Jakub Jarewski | 10:9  | # Pavel Dzialendzik | 30:27     | # Suppachai Muensang | 27:30     | Medalla de plata |
| Ayoob Saki    | 581 kg  | # Mikita Shostak | 27:30 | eliminado           | eliminado | eliminado            | eliminado | eliminado        |

### Tiro con arco
| Varonil                         |                      |     |    |                     |         |                     |           |                   |           |                 |            |                  |            |                  |           |
| Esmaeil Ebadi                   | Compuesto individual | 706 | 7  | -                   | -       | # Roberto Hernández | 150:148   | # Mike Schloesser | 147:146   | # Domagoj Buden | 143:143    | # Stephan Hansen | 142:146    | Medalla de plata |           |
| Femenil                         |                      |     |    |                     |         |                     |           |                   |           |                 |            |                  |            |                  |           |
| Parisa Baratchi                 | Compuesto individual | 683 | 20 | # Stephanie Salinas | 140:145 | Eliminada           | Eliminada | Eliminada         | Eliminada | Eliminada       | Eliminada  | Eliminada        | Eliminada  | Eliminada        | Eliminada |
| Mixto                           |                      |     |    |                     |         |                     |           |                   |           |                 |            |                  |            |                  |           |
| Parisa Baratchi y Esmaeil Ebadi | Equipos Compuesto    | -   | -  | -                   | -       | -                   | -         | Colombia          | 151:156   | eliminados      | eliminados | eliminados       | eliminados | eliminados       |           |